# مونت می، کوئینزلند
مونت می (به انگلیسی: Mount Mee) یک منطقهٔ مسکونی در استرالیا است که در کوئینزلند واقع شده‌است.